# Ширин (Алматинская область)
Ширин (каз. Шырын, до 1999 года — Актюбинский Канал) — село в Уйгурском районе Алматинской области Казахстана. Входит в состав Бахарского сельского округа. Находится примерно в 12 км к северо-северо-востоку (NNE) от села Чунджа, административного центра района. Код КАТО — 196639200.

## Население
В 1999 году население села составляло 1036 человек (522 мужчины и 514 женщин). По данным переписи 2009 года, в селе проживали 1193 человека (593 мужчины и 600 женщин).